# Аутари
Аутари (лат. Authari; умер 5 сентября 590, Павия) — король лангобардов в 584—590 годах.

## Биография
Аутари, сын лангобардского короля Клефа и Масаны, был ещё несовершеннолетним, когда в 574 году его родители были убиты. С этого времени, в период, называемый историками «правлением герцогов», три вождя лангобардов — Амон, Забан и Родан — вторглись в пределы Франкского государства. Амон наступал по дороге на Амбрён, дошёл до Авиньона, опустошил Арльскую провинцию, затем продвинулся до самого Каменного поля, что прилегает к Марселю, и увёл оттуда людей и скот. Он осадил Экс, но получив с жителей выкуп в 22 фунта (около 10 кг) серебра, отошёл. Забан, через город Ди, дошёл до Валанса, где стал лагерем. Родан захватил город Гренобль. В происшедшем сражении, Родан потерпел полное поражение и сам, раненый копьем, с пятьюстами воинами едва прорвался до Забана, который в то время осаждал город Валанс. После чего, два лангобардских вождя с добычей отступили в Амбрён. Франки выступили им навстречу и разгромили их. Лишь немногие из них вернулись в Италию. Узнав об этом, Амон собрал всю добычу и начал отступать, но сильные снегопады мешали его продвижению. Побросав награбленное, Амон также ушёл в Италию.
В 584 году три вождя передали герцогу Аутари столицу, Павию, а также половину своих собственных владений, после чего Аутари был провозглашён королём лангобардов. Он провёл всё своё правление в войнах с франками, Византией и повстанцами. В годы его правления франки дважды вторгались в Лангобардское королевство: в 588 и 590 годах. Первое вторжение было успешно отражено, а второе закончилось разорением и затоплением итальянских земель. При короле Аутари лангобарды осуществили успешный поход против Византии.
15 мая 589 года Аутари женился на Теоделинде, дочери баварского герцога Гарибальда I. Когда Аутари умер в Павии в 590 году, возможно, от яда, его преемником стал Агилульф, за которого Теоделинда вышла замуж.